# Ben Earl
Benjamin Arthur Earl (Redhill, 7 gennaio 1998) è un rugbista internazionale per l'Inghilterra che nel ruolo di flanker milita nel Saracens.

## Biografia
Figlio di un avvocato e di una dirigente d'industria, è cresciuto anche nel cricket (rappresentò il Kent a livello giovanile) e nel nuoto prima di dedicarsi solo al rugby.
Dopo le scuole superiori, ha conseguito una laurea in letteratura comparata all'università Queen Mary di Londra.
Prelevato dal Saracens dalle giovanili del Sevenoaks, iniziò giocando indifferentemente come terza centro o terza ala, anche se l'esordio in prima squadra avvenne in quest'ultima posizione contro Gloucester in coppa Anglo-Gallese
A metà stagione 2019-20, dopo la retrocessione giudiziale del Saracens per via dello sforamento del salary cap, Earl fu ceduto in prestito per il resto del campionato e per quello successivo al Bristol, club con cui si aggiudicò la Challenge Cup.
Rientrato al Saracens dopo la riconquista della posizione in Premiership, è giunto con la squadra alla finale del 2022 e alla vittoria nel torneo nel 2023.
In ambito internazionale Earl ha rappresentato l'Inghilterra a vari livelli giovanili, e ha partecipato al mondiale U-20 del 2017
Il suo debutto in nazionale maggiore è del 2020, nel Sei Nazioni a Edimburgo contro la Scozia.

## Palmarès
- Premiership: 1
Saracens: 2022-23
- Challenge Cup: 1
Bristol: 2019-20